# 台湾-宍道褶曲帯

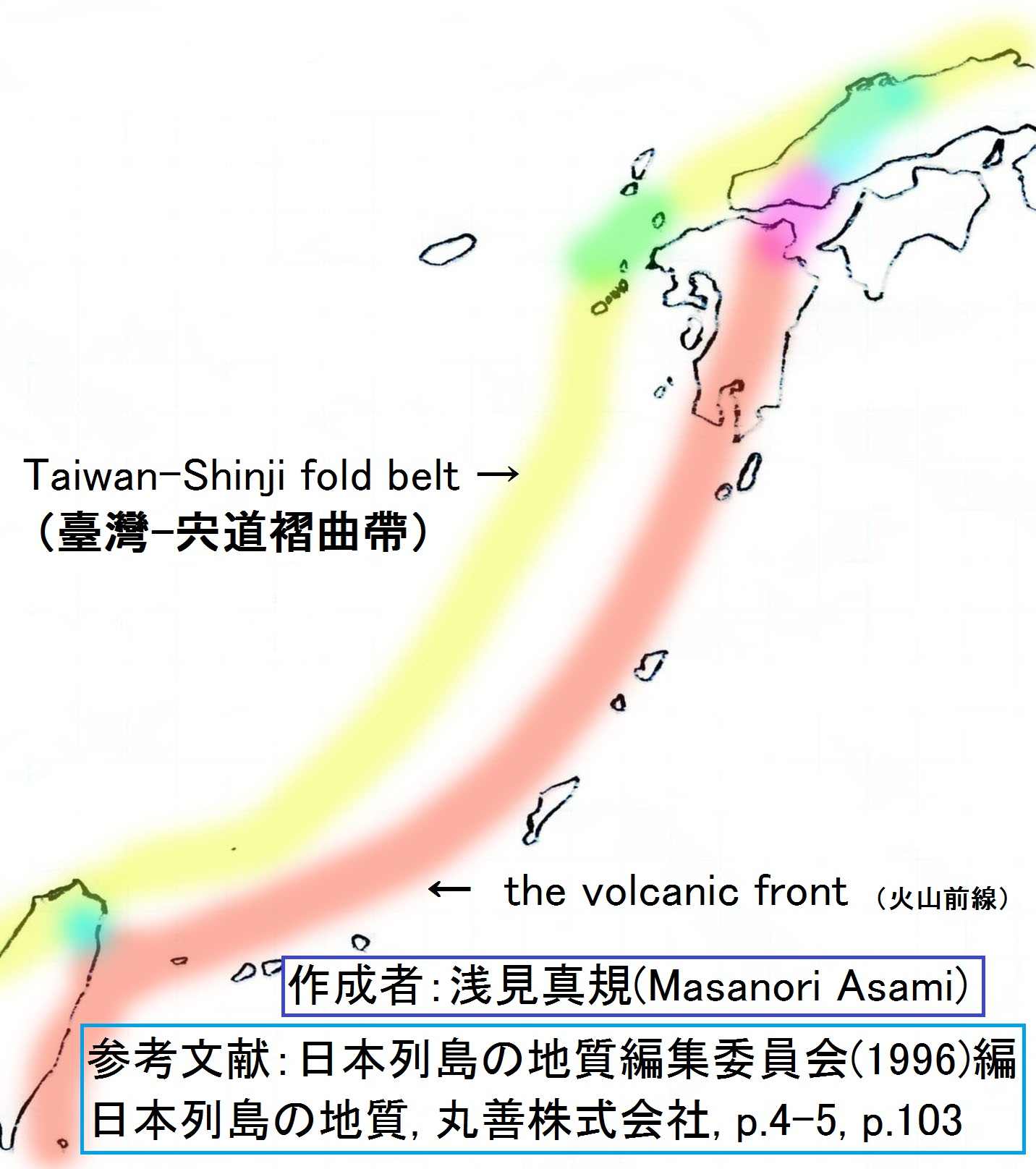
台湾-宍道褶曲帯の位置を薄い黄色で示している。

台湾-宍道褶曲帯（たいわん-しんじしゅうきょくたい、英: Taiwan-Shinji fold belt）は、台湾北部から、九州北部・中国地方西部の日本海沿岸部に北東－南西方向に延びる褶曲帯。台湾北部の彭佳嶼、久場島（黄尾嶼）、島根県の大根島など、西日本と台湾の小規模玄武岩火山が、ほぼこの褶曲帯に含まれる。なお、丹後半島付近が北東部の終点という説もある。